# Центральный банк Сирии
Центральный банк Сирии (араб. مصرف سورية المركزي‎) — центральный банк Сирийской Арабской Республики. Был основан в 1953 году и начал свою деятельность в 1956 году. Его штаб-квартира находится в Дамаске, а 11 филиалов — в столицах провинций.

## История
До 1920 года в Сирии, входившей до 1918 года в состав Османской империи, обращались денежные знаки, выпускавшиеся турецким казначейством.
В 1919 году учреждён французский акционерный Банк Сирии, получивший в 1920 году исключительное право эмиссии и начавший в том же году выпуск сирийского ливра (фунта). В 1924 году банк переименован в Банк Сирии и Великого Ливана. 1 апреля 1924 года банк получил исключительное право эмиссии на территории Сирии и Ливана. Банкноты выпускались двух образцов — с надписями «Сирия» и «Ливан», но обращались на обеих территориях. В 1939 году банк переименован в Банк Сирии и Ливана.
28 марта 1953 принят закон о создании Центрального банка Сирии. Банк начал операции в начале августа 1956 года. В 1963 году банк национализирован.